# Dorste
Dorste is een dorp in de gemeente Osterode am Harz in het Landkreis Göttingen in Nedersaksen in Duitsland. Het werd in 1972 bij Osterode gevoegd.
Dorste wordt voor het eerst vermeld in een oorkonde uit 1218. De geschiedenis van de dorpskerk, gewijd aan Cyriacus, gaat terug tot 1250.
- Gemeinsame Normdatei: 4091177-9
- Virtual International Authority File: 242108310